# Folketingsvalget 26. juli 1881
Der afholdtes valg til Folketinget 26. juli 1881. Venstre fik flest stemmer og stemmeprocenten var på cirka 55,6%.

## Results
| Parti                  | Stemmer | % | Mandater | +/– |
| ---------------------- | ------- | - | -------- | --- |
| Folketingets Venstre   |         |   | 75       | +6  |
| Højre                  |         |   | 27       | –6  |
| Ugyldige               |         | – | –        | –   |
| Total                  |         |   | 102      | 0   |
| Kilde: Nohlen & Stöver |         |   |          |     |